# Курівка (річка)
Курівка (пол. Kurówka (dopływ Lachówki)) — річка в Польщі, у Суському повіті Малопольського воєводства. Ліва притока Ляхівки, (басейн Балтійського моря).

## Опис
Довжина річки 6,34 км, найкоротша відстань між витоком і гирлом — 3,76  км, коефіцієнт звивистості річки — 1,70 . Формується безіменними струмками.

## Розташування
Бере початок на східних схилах вершини Гаховизна (759 м) на висоті 675 м над рівнем моря (гміна Стришава). Тече переважно на північний схід через Певельку, Курув і у Ляховіце впадає у річку Ляхівку, ліву притоку Страшавки.